# Marga López
Pour les articles homonymes, voir Marga et López.
Catalina Margarita López Ramos, dite Marga López, (née le 21 juin 1924 à San Miguel de Tucumán, Argentine - morte le 4 juillet 2005 à Mexico) est une actrice argentine de cinéma et de télévision, naturalisée mexicaine.

## Biographie
Fille de Pedro López Sánchez et Dolores Ramos Nava, Marga López fut élevée dans une famille de 6 enfants. Ensemble, ils se produisirent très jeunes dans la province argentine de Tucumán sous le nom des Hermanitos López (les frères Lopez). En 1936 ils effectuèrent une tournée en Amérique Latine, jusqu'au Mexique. C'est là que Marga rencontra son futur époux, Carlos Amador, producteur de cinéma, avec qui elle se maria deux fois : à l'âge de 17 ans en 1941, puis en 1961. Ils eurent deux fils : Carlos et Manuel. En 1964 elle se remaria avec l'acteur Arturo de Córdova, qui décéda en 1973.
Elle décéda en 2005 à la suite de problèmes cardiaques à l'hôpital Médica Sur de Mexico.
Marga López apparaît dans plus de cent films et séries télévisées, aux côtés des plus grands acteurs que sont Pedro Infante, Ernesto Alonso, Tin Tan ou encore Amparo Rivelles. En 1953, elle interpréta Eugénie Grandet pour le cinéma mexicain.

## Filmographie partielle
Sauf indication contraire, les informations mentionnées dans cette section peuvent être confirmées par les bases de données cinématographiques  présentes dans la section « Liens externes ».

### Cinéma

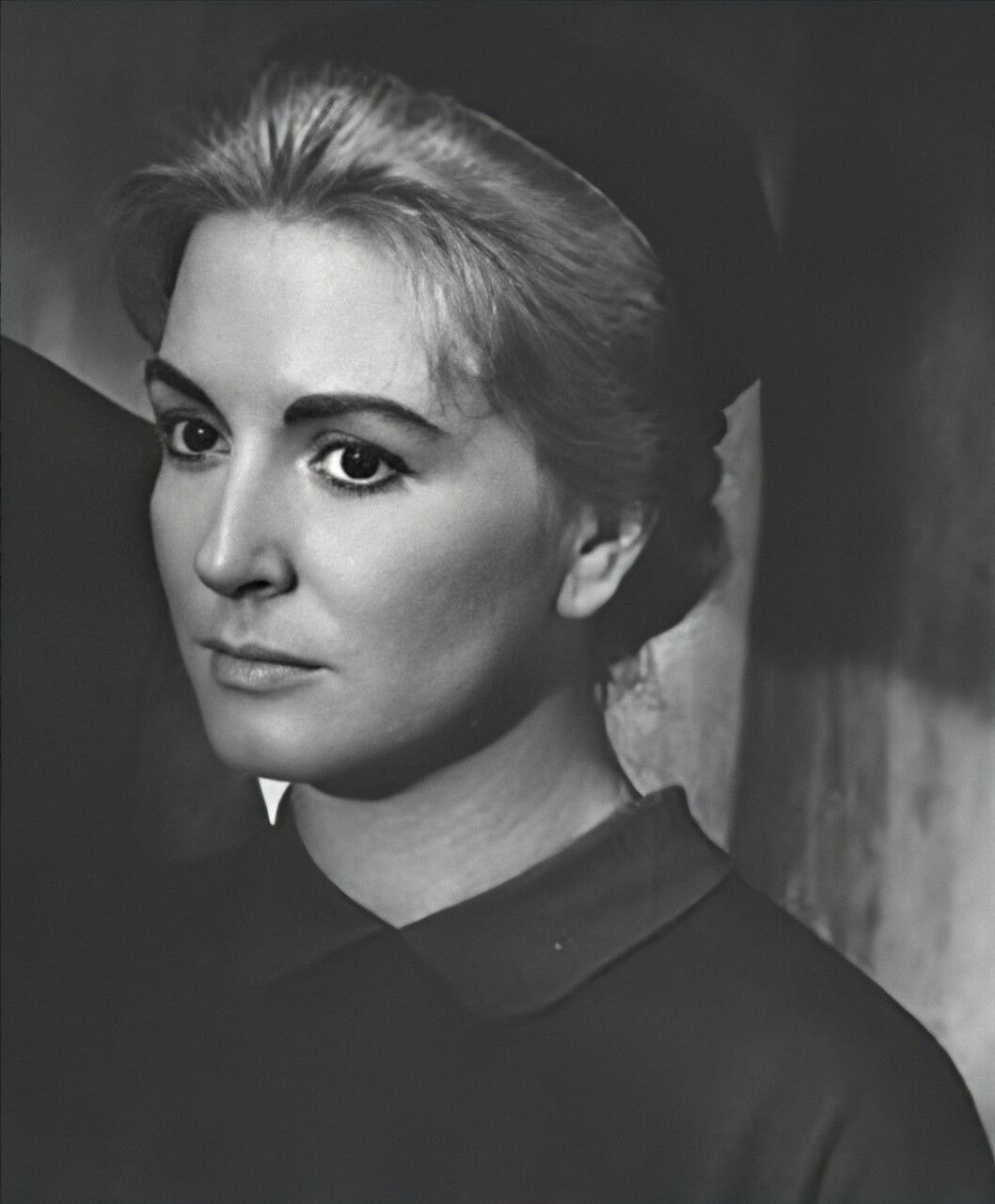
Marga López dans ' (1960).

- 1945 : El hijo desobediente de Humberto Gómez Landero
- 1946 : Los tres García d'Ismael Rodríguez
- 1946 : Las colegialas de Miguel M. Delgado
- 1946 : Vuelven los García d'Ismael Rodríguez
- 1947 : Cartas Marcadas de René Cardona
- 1947 : Soledad de Miguel Zacarías
- 1949 : Les Bas-fonds de Mexico (Salon Mexico) d'Emilio Fernández
- 1950 : Azahares para tu boda de Julián Soler
- 1952 : Un rincón cerca del cielo de Rogelio A. González
- 1952 : Ahora soy rico de Rogelio A. González
- 1953 : Eugenia Grandet d'Emilio Gómez Muriel, d'après Honoré de Balzac : Eugénie Grandet
- 1954 : La entrega de Julián Soler
- 1955 : La tercera palabra de Julián Soler
- 1959 : Nazarín de Luis Buñuel
- 1960 : El hombre de la isla (es) de Vicente Escrivá
- 1960 : ¿Dónde vas, triste de ti? d'Alfonso Balcázar
- 1963 : Cri Cri el grillito cantor de Tito Davison
- 1964 : Juventud sin ley de Gilberto Martínez Solares
- 1964 : El pecador de Rafael Baledón
- 1966 : Un temps pour mourir (Tiempo de morir) d'Arturo Ripstein
- 1967 : Hasta el viento tiene miedo de Carlos Enrique Taboada
- 1969 : El libro de piedra de Carlos Enrique Taboada
- 1970 : El profe de Miguel M. Delgado

### Télévision
- 1962 : Las Momias de Guanajuato
- 1969 : Concierto de almas
- 1974 : El juramento
- 1975 : Ven conmigo
- 1979 : Añoranza
- 1980 : Caminemos
- 1995 : Alondra
- 1996 : Te sigo amando
- 1996 : Lazos de amor
- 2000 : Cuidado!... Mujeres trabajando
- 2002 : Entre el amor y el odio

## Distinctions

### Récompenses
- 1948 : Ariel du meilleur second rôle féminin pour Soledad de Miguel Zacarías
- 1950 : Ariel de la meilleure actrice pour Salón México d'Emilio Fernández
- 1955 : Ariel de la meilleure actrice pour La entrega de Julián Soler
- 1993 : Ariel d'or pour l'ensemble de sa carrière